# 空气动力学
空氣動力學（英語：Aerodynamics），是流體力學與氣體動力學的一個分支，主要研究物體在空氣中運動時所產生的各種力。空氣動力學與氣體動力學常常混用，但後者研究的氣體不局限於空氣。
- 空氣動力學為流體力學在工程上的應用力學，特別討論在馬赫數大於0.3的流場情形。
- 空氣動力學因為討論的狀況接近真實流體，考慮了真實流體的黏滯性、可壓縮性、三維運動等特點，所以得到的計算方程式比較複雜，通常為非線性的偏微分方程式形式。這種方程在絕大多數的情況下都難以求得解析解的，加之早期計算技術還比較落後，所以當時大多是以實驗的方式來求得所需的數據。
- 随着计算机技术的迅速发展，使用计算机进行大量数值运算来求解空氣動力學方程式成为可能。利用數值法以及計算流體力學方法，可以求出非線性偏微分方程的数值解，得到所需要的各種数据，从而省去了大量的實驗成本。由于数学模型的不断完善以及计算机计算能力的不断提高，现在已经可以采用電腦模擬流場的方式來取代部分空气动力学實驗。

## 基本概念

### 连续性假设
气体是由微观上不断作热运动并相互碰撞的分子组成的。然而在空气动力学中，气体被假定为连续的。这是因为气体的各种性质如密度、压力、温度以及速度在无限小的点上有很好的定义，而且从一点到另一点是连续变化的。气体的离散性和原子性可以忽略不计，所以从宏观上来讲，气体是可以被看成具有连续性的物质。当然气体非常稀薄时，连续性假设不再成立，此时采用统计力学研究是一种更好的选择。

### 守恒定律
空气动力学问题的求解依赖于气体在三个方面的守恒：
- 质量守恒：只有在气体的速度高至必须考虑相对论效应时此定律才会失效。
- 动量守恒：由牛顿第二定律推导可得。
- 能量守恒：在不考虑粘性时，即机械能守恒；在必须考虑粘性的情况下，即机械能和热能的守恒。

## 相關術語

機翼旁不同流體分析：
位流理論
邊界層理論
紊流 尾流（wake flow）分析

不可壓縮以及可壓縮流體常具有以下相關術語所描述的現象產生，例如邊界層、紊流。

### 附面层流动
附面层（又叫边界层）是一个非常重要的概念。1904年，德国著名科学家普朗特(Prandtl)首先提出边界层的概念。它来源于这样一个基本事实：通常情况下，空气的粘性或摩擦作用只在靠近物体表面很薄的一个区域内起主要作用，离开这个区域，粘性的影响急剧下降。我们称这样一个很小的区域为附面层（边界层）。
边界层概念的提出，使得许多以前难以求解的问题变得可以求解，因为我们只需要在很小的一个区域考虑粘性的影响，就可求解纳维-斯托克斯方程。而在其他区域，只需要求解势流或者求解描述无粘性流体运动的欧拉方程。众所周知，势流和欧拉方程的求解难度远远低于纳维-斯托克斯方程。

### 紊流
紊流在空氣動力學是指流體具有隨機變化的性質，包含低程度動量擴散、高度動量對流、急速壓力以及流體速度變化等。流體不是紊流則為層流。

## 分支學科
空氣動力問題可以藉由流體速度與音速的大小關係而劃分。當流体速度低於音速時，即為亚音速；当流体速度接近或略超过音速（通常是特徵速度約略等於音速），即為跨音速；超音速是當流动速度大于音速时的情况；極音速是指流體速度較音速還高出許多的狀態。空氣動力學者對於極音速的精準定義持不同意意見，但這個詞通常指的是5馬赫（5倍音速）或更高的速度。

### 亚音速空气动力学

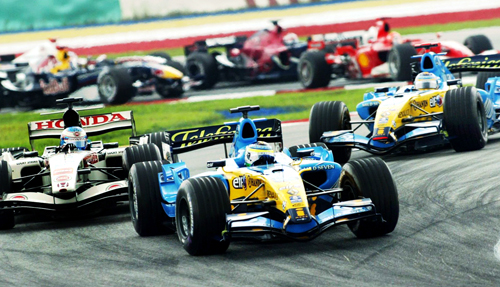
亚音速空气动力学大量用於賽車和部分商用車設計

当流体流动速度小于音速时，我们称之为亚音速流动。更进一步，当马赫数（即流体速度与音速之比）小于 0.3时，气体的可压缩性可以忽略不计，可視空氣為不可壓縮流。
20世紀初期，汽車比剛發明不久的飛機速度更快，更早超過時速兩百公里每小時，當時賽車的空氣力學比飛機進步。

### 跨音速空气动力学
当流体速度接近或略超过音速（即马赫数约等于1时），我们称之为跨音速流动。跨音速流动的典型特征是激波和膨胀波。在其区域内，流体的各种性质发生剧烈变化，幅度之大，以至于我们可以认为通过激波的流体是不连续的。

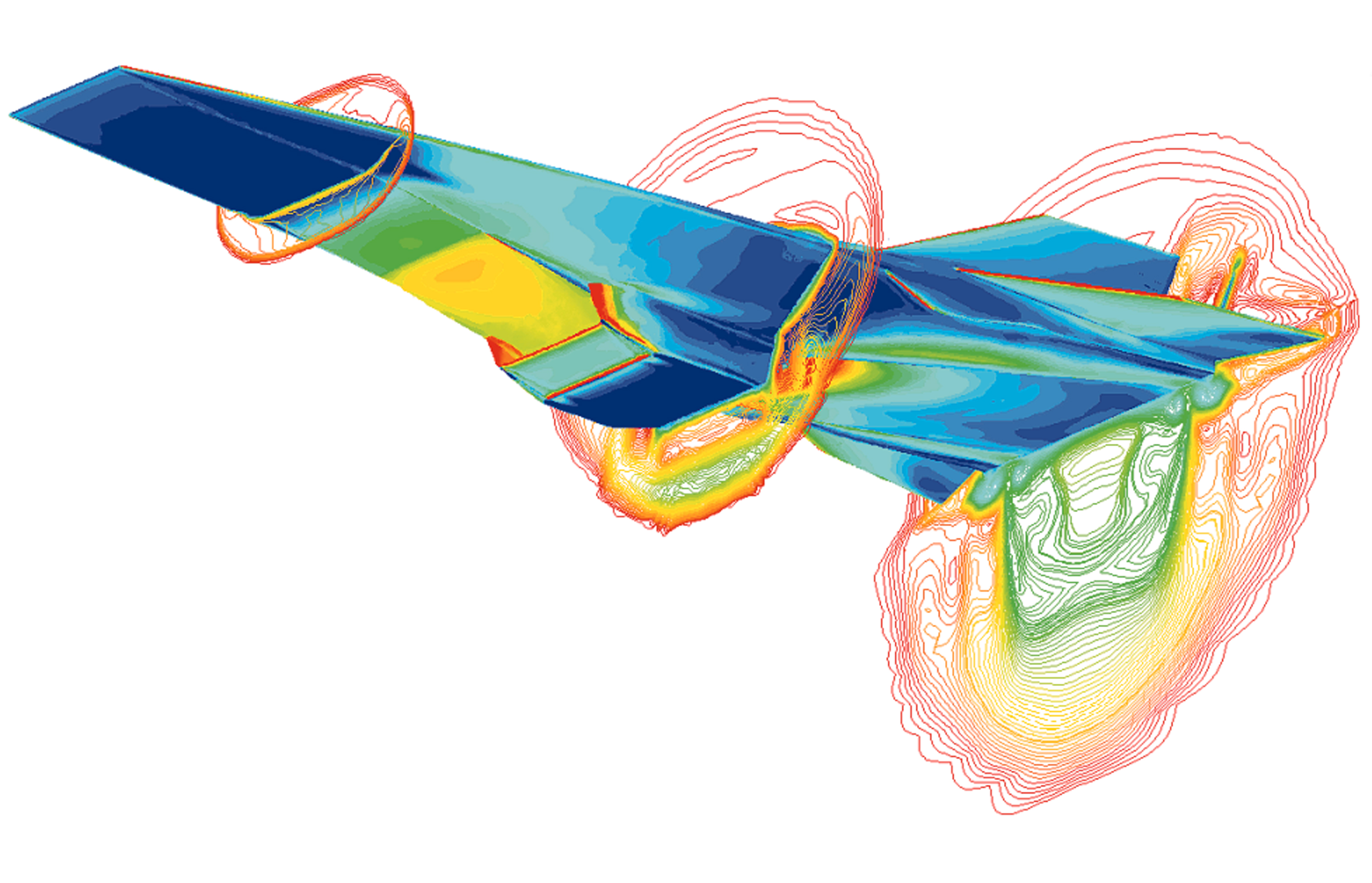
電腦模擬的美國太空總署X-43A飛行器空氣力學模型

跨音速流动要比单纯的亚音速和超音速都要复杂。

### 超音速空气动力学
超音速空气动力学研究当流动速度大于音速时的情况。比如计算协和飞机在巡航状态下的升力就是一个超音速空气动力学问题。
超音速流动和亚音速流动有着显著的不同。在亚音速时，压力波动可以从流场后方传递至前方，而在超音速时，压力波动则无法传递至上游。这样，流体性质的变化便被压缩在一个极小的范围内，也就形成了所谓的激波。
激波会将大量的机械能转化成热能。伴随着高粘性（参照雷诺数）流体的可压缩特性，激波的出现，是亚音速和超音速空气动力学的基本区别。

## 其他领域中的空气动力学
除航空航天外，空气动力学在其他领域也有非常重要的应用。在包括汽车在内的所有交通工具的设计中，它都是一个很重要的因素。大型建筑物涉及到风载荷，市内空气动力学研究城市的微气候环境，环境空气动力学研究大气环流和飞行对生态系统的影响。还有引擎设计所涉及的热流和内流也是空气动力学非常重要的一个方面。

## 外部連結
- NASA Beginner's Guide to Aerodynamics （页面存档备份，存于）
- Aerodynamics for Students （页面存档备份，存于）
- 空气动力学课件动画 （页面存档备份，存于）